# Waverley Rugby
Pour les articles homonymes, voir Waverley.
 Waverley Rugby  est un club de rugby à XV, basé à Bondi dans la banlieue de Sydney, en Australie. Le club, fondé en 1971.